# Падар (Огузский район)
Падар (азерб. Padar) — село в Огузском районе Азербайджана. 

## География
Расположено на Алазань-Авторанской равнине, в 20 км к югу от районного центра города Огуза. 
По селу проходит автодорога Шеки-Габала.

## Население
По материалам посемейных списков на 1886 год, в Падаре насчитывалось 115 дымов и 547 жителей, из которых 469 человек (96 дымов) указывались как «татары»-сунниты (азербайджанцы-сунниты).
В Памятной книжке Елисаветпольской губернии на 1910 год отмечается село Падаръ с национальным составом из «татар»-суннитов (азербайджанцев-суннитов), 99 дымов, 248 мужчин и 246 женщин.
«Кавказский календарь», на 1915 год, фиксирует в Падаре 647 человек и тоже в основном «татар» (азербайджанцев). 
Согласно результатам Азербайджанской сельскохозяйственной переписи 1921 года село Падар с преобладающим населением тюрками-азербайджанцами населяли 845 человек, из них мужчин 461 и женщин 384.
По данным начала 1980-х годов численность населения села составляла 1585 человек.
Жители были заняты животноводством, табаководством, разведением зерновых.
В селе функционировали средняя школа, дом культуры, библиотека, больница, детский сад, детдом.

## Инфраструктура
Падарская средняя школа является старейшей в Огузском районе и носит имя своего выпускника, шахида Карабахской войны Арзу Алиева.

## Народные промыслы
Падар относился к одним из центров шелководства в Нухинском уезде.